# Limits of location
De Limits of Location is een maatregel die de gouverneur van New South Wales, Ralph Darling, in 1826 trof om een einde te maken aan de onbeheerste toe-eigening van land en die hiermee gepaard gaande wetteloosheid aan het pioniersfront van de eerste Australische kolonie.
Darling legde negentien county's vast waarbinnen kolonisten zich mochten vestigen. Het land erbuiten was kroonbezit en daarom verboden terrein voor pioniers.
De regelgeving was maar moeilijk te handhaven, omdat een volwaardig justitieel systeem met wetshandhavende instanties ontbrak. Zo ontdekte de koloniale overheid pas een jaar nadat de eerste stroom landbezetters (Engels squatters) zich illegaal tussen de Murray-rivier en Port Phillip had gevestigd, dat haar wetten massaal werden overtreden. Mannen uit de hele kolonie en ook kolonisten uit Van Diemensland (het huidige Tasmanië) plaatsten overal paaltjes in de grond en eisten vervolgens het land ertussen voor zich op. Zo wist een betrekkelijk kleine groep enorme hoeveelheden land, soms meerdere honderdduizenden hectaren, in bezit te nemen.
De overheid reageerde met het verstrekken van zogenoemde Depasturing Licences, vergunningen waarmee de squatters tegen betaling van tien pond per jaar legaal schapen en vee buiten de county's konden laten grazen. Hiermee werd de illegale inbezitneming feitelijk gelegaliseerd, maar bleef het land wel in bezit van de Kroon.
Hoewel de veeboeren nu officieel pachters van de Kroon waren, beschouwden velen het land toch als hun bezit. Dit leidde tot toenemende conflicten met Aboriginals die overal van hun land werden verdreven en ernstig in hun bestaan werden bedreigd.